# Regional Theatre Tony Award

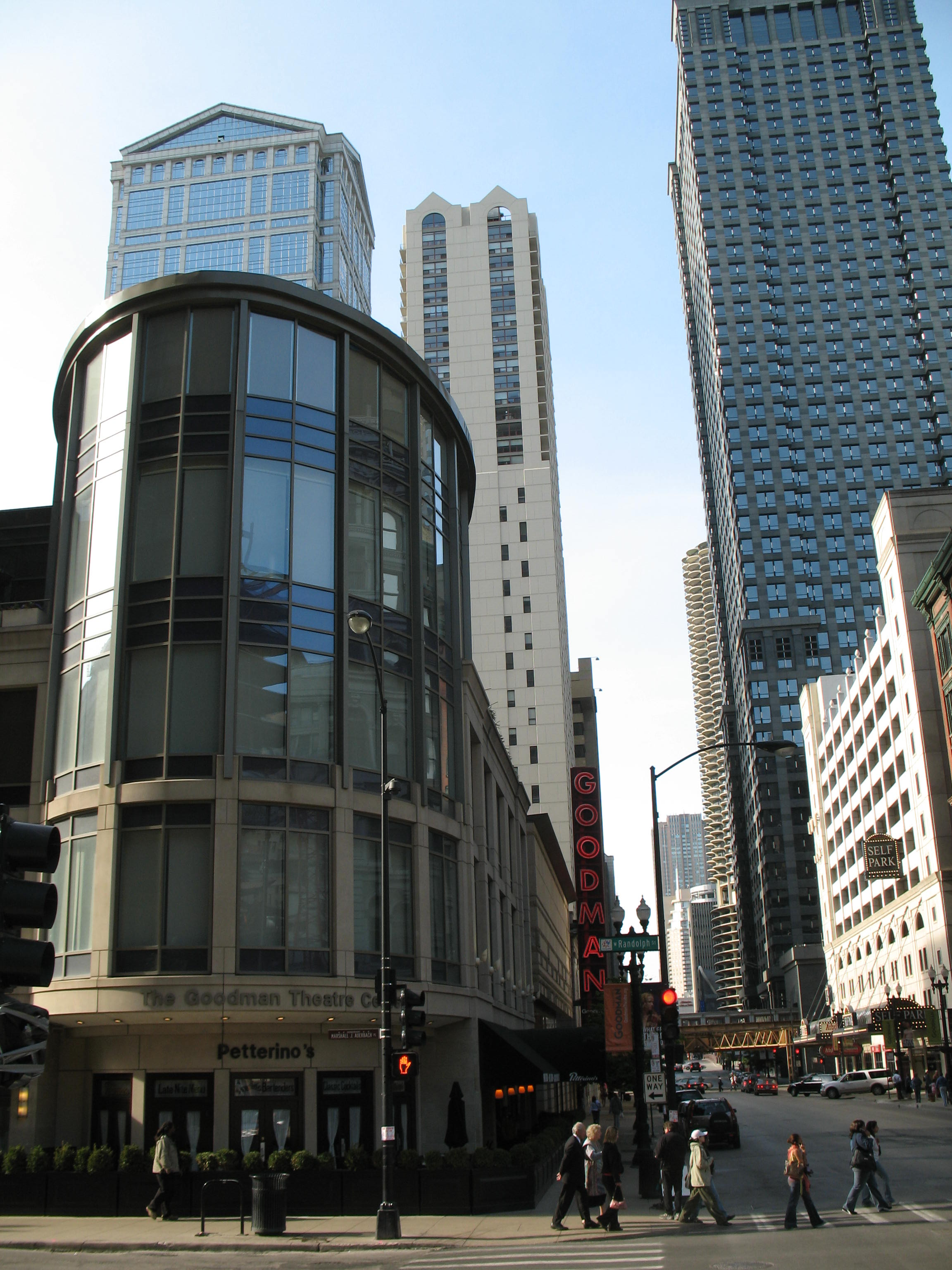
Goodman Theatre

Le Regional Theatre Tony Award est un prix spécial non-concurrentiel remis lors des Tony Awards, décerné chaque année à une compagnie de théâtre régionale des États-Unis.
Le prix est décerné sur recommandation de l'American Theatre Critics Association, et comprend une subvention de 25 000 $. Un théâtre ne peut pas obtenir ce prix plus d'une fois.

## Les lauréats
| Année | Théâtre                          | Ville         | État          |
| ----- | -------------------------------- | ------------- | ------------- |
| 1976  | Arena Stage                      | Washington    | D.C.          |
| 1977  | Mark Taper Forum                 | Los Angeles   | Californie    |
| 1978  | Long Wharf Theatre               | New Haven     | Connecticut   |
| 1979  | American Conservatory Theater    | San Francisco | Californie    |
| 1980  | Actors Theatre of Louisville     | Louisville    | Kentucky      |
| 1981  | Trinity Repertory Company        | Providence    | Rhode Island  |
| 1982  | Guthrie Theater                  | Minneapolis   | Minnesota     |
| 1983  | Oregon Shakespeare Festival      | Ashland       | Oregon        |
| 1984  | Old Globe Theatre                | San Diego     | Californie    |
| 1985  | Steppenwolf Theatre Company      | Chicago       | Illinois      |
| 1986  | American Repertory Theater       | Cambridge     | Massachusetts |
| 1987  | San Francisco Mime Troupe        | San Francisco | Californie    |
| 1988  | South Coast Repertory            | Costa Mesa    | Californie    |
| 1989  | Hartford Stage                   | Hartford      | Connecticut   |
| 1990  | Seattle Repertory Theatre        | Seattle       | Washington    |
| 1991  | Yale Repertory Theatre           | New Haven     | Connecticut   |
| 1992  | Goodman Theatre                  | Chicago       | Illinois      |
| 1993  | La Jolla Playhouse               | San Diego     | Californie    |
| 1994  | McCarter Theatre                 | Princeton     | New Jersey    |
| 1995  | Goodspeed Opera House            | East Haddam   | Connecticut   |
| 1996  | Alley Theatre                    | Houston       | Texas         |
| 1997  | Berkeley Repertory Theatre       | Berkeley      | Californie    |
| 1998  | Denver Center Theatre Company    | Denver        | Colorado      |
| 1999  | Crossroads Theatre               | New Brunswick | New Jersey    |
| 2000  | Utah Shakespearean Festival      | Cedar City    | Utah          |
| 2001  | Victory Gardens Theater          | Chicago       | Illinois      |
| 2002  | Williamstown Theatre Festival    | Williamstown  | Massachusetts |
| 2003  | Children's Theatre Company       | Minneapolis   | Minnesota     |
| 2004  | Cincinnati Playhouse in the Park | Cincinnati    | Ohio          |
| 2005  | Theatre de la Jeune Lune         | Minneapolis   | Minnesota     |
| 2006  | Intiman Playhouse                | Seattle       | Washington    |
| 2007  | Alliance Theatre                 | Atlanta       | Géorgie       |
| 2008  | Chicago Shakespeare Theater      | Chicago       | Illinois      |
| 2009  | Signature Theatre                | Arlington     | Virginie      |
| 2010  | Eugene O'Neill Theatre Center    | Waterford     | Connecticut   |
| 2011  | Lookingglass Theatre Company     | Chicago       | Illinois      |
| 2012  | Shakespeare Theatre Company      | Washington    | D.C.          |
| 2013  | Huntington Theatre Company       | Boston        | Massachusetts |
| 2014  | Signature Theatre Company        | New York      | New York      |
| 2015  | Cleveland Play House             | Cleveland     | Ohio          |
| 2016  | Paper Mill Playhouse             | Millburn      | New Jersey    |
| 2017  | Dallas Theater Center            | Dallas        | Texas         |
| 2018  | La MaMa E.T.C.                   | New York      | New York      |
| 2019  | TheatreWorks Silicon Valley      | Palo Alto     | Californie    |
| 2022  | Court Theatre                    | Chicago       | Illinois      |
| 2023  | Pasadena Playhouse               | Pasadena      | Californie    |
| 2024  | Wilma Theater                    | Philadelphie  | Pennsylvanie  |
| 2025  | The Muny                         | St. Louis     | Missouri      |